# Nukunuku
Nukunuku è un distretto delle Tonga della divisione di Tongatapu con 8 220 abitanti (censimento 2021).

## Località
Di seguito l'elenco dei villaggi del distretto con la popolazione al censimento 2006:
- Nukunuku - 2 105 abitanti
- Matahau - 587 abitanti
- Matafonua - 253 abitanti
- Fatai - 318 abitanti
- Lakepa - 309 abitanti
- Vaotu'u - 455 abitanti
- 'Utulau - 648 abitanti
- Ha'alalo - 771 abitanti
- Ha'akame - 834 abitanti
- Houma - 1 940 abitanti